# Castello di Tenczyn
Il castello di Tenczyn è un castello della Polonia, situato nel villaggio di Rudno, a 24 km a ovest di Cracovia. Il castello fu costruito nel XIV secolo su un vulcano spento.